# Ptocasius yashodharae
Ptocasius yashodharae är en spindelart som först beskrevs av Benoy Krishna Tikader 1977.  Ptocasius yashodharae ingår i släktet Ptocasius och familjen hoppspindlar. Inga underarter finns listade i Catalogue of Life.